# WWE TLC: Tables, Ladders & Chairs
 Der er for få eller ingen kildehenvisninger i denne artikel, hvilket er et problem. Du kan hjælpe ved at angive troværdige kilder til de påstande, som fremføres i artiklen.

TLC: Tables, Ladders & Chairs er et pay-per-view-show inden for wrestling produceret af World Wrestling Entertainment (WWE). Det er ét af organisationens månedlige shows og blev afholdt første gang i december 2009. Dermed overtog det rollen fra WWE's Armageddon som pay-per-view-show i december, idet Armageddon havde været afholdt hvert år (dog med undtagelse af 2001) i december i perioden fra 1999 til 2008.
Den første udgave af WWE's TLC: Tables, Ladders & Chairs fandt sted d. 13. december 2009 fra San Antonio, Texas, hvor wrestlere fra WWE's tre brands RAW, SmackDown og ECW wrestlede i syv kampe. Idéen bag showet er at have en række kampe, hvor det er tilladt for wrestlerne at bruge borde, stiger og stole. Almindelige typer af wrestlingkampe ved dette show er:
- tables, ladders & chairs match
- tables match
- chairs match

Idéen bag showet på dette pay-per-view-show blev fundet ved en afstemning blandt WWE-fans gennem organisationens officielle hjemmeside. TLC: Tables, Ladders & Chairs blev valgt på bekostning af et show, hvor de vigtigste kampe ville være street fights og et show med turneringsformat. 

## Resultater

### 2009
TLC: Tables, Ladders & Chairs 2009 fandt sted d. 13. december 2009 fra AT&T Center i San Antonio, Texas.
- ECW Championship: Christian besejrede Shelton Benjamin i en ladder match
- WWE Intercontinental Championship: Drew McIntyre besejrede John Morrison
- WWE Women's Championship: Michelle McCool besejrede Mickie James
- WWE Championship: Sheamus besejrede John Cena i en tables match
- WWE World Heavyweight Championship: The Undertaker besejrede Batista i en chairs match
- Randy Orton besejrede Kofi Kingston
- Unified WWE Tag Team Championship: D-Generation X (Triple H og Shawn Michaels) besejrede Chris Jericho og Big Show i en tables, ladders & chairs match

### 2010
TLC: Tables, Ladders & Chairs 2010 fandt sted d. 19. december 2010 fra Toyota Center i Houston, Texas.
- WWE Intercontinental Championship: Dolph Ziggler (med Vickie Guerrero) besejrede Kofi Kingston og Jack Swagger i en triple threat ladder match
- Natalya og Beth Phoenix besejrede Lay-Cool (Layla og Michelle McCool) i en Divas tag team tables match
- WWE Tag Team Championship: Santino Marella og Vladimir Kozlov besejrede Nexus (Justin Gabriel og Heath Slater) via diskvalifikation
- John Morrison besejrede Sheamus i en ladder match
  - Med sejren blev Morrison dermed topudfordreren til WWE Championship.
- WWE Championship: The Miz (med Alex Riley) besejrede Randy Orton i en tables match
- WWE World Heavyweight Championship: Edge besejrede Kane, Rey Mysterio og Alberto Del Rio i en fatal four-way tables, ladders & chairs match
  - Edge vandt VM-titlen i World Wrestling Entertainment for 10. gang.
- John Cena besejrede Wade Barrett i en chairs match

### 2011
TLC: Tables, Ladders & Chairs 2011 fandt sted d. 18. december 2011 fra 1st Mariner Arena i Baltimore, Maryland.
- WWE United States Championship: Zack Ryder besejrede Dolph Ziggler (med Vickie Guerrero)
- WWE Tag Team Championship: Air Boom (Evan Bourne og Kofi Kingston) besejrede Primo og Epico (med Rosa Mendes)
- Randy Orton besejrede Wade Barrett i en tables match
- WWE Divas Championship: Beth Phoenix besejrede Kelly Kelly
- Triple H besejrede Kevin Nash i en sledgehammer ladder match
- Sheamus besejrede Jack Swagger (med Vickie Guerrero)
- WWE World Heavyweight Championship: Big Show besejrede Mark Henry i en chairs match
- WWE World Heavyweight Championship: Daniel Bryan besejrede Big Show
- WWE Intercontinental Championship: Cody Rhodes besejrede Booker T
- WWE Championship: CM Punk besejrede The Miz og Alberto Del Rio (med Ricardo Rodriguez) i en triple threat tables, ladders, and chairs match